# Joan Borrisser Roldán
Joan Borrisser Roldán (Barcelona, 17 de diciembre de 1990) es un guía visual de atletas. Representó a España en los Juegos Paralímpicos de Londres 2012 como guía de Martín Parejo Maza.

## Vida personal
Borrisser nació en Barcelona. En 2010, fue voluntario de Protección civil en San Fausto de Campcentellas. En 2012, trabajó en el Instituto Nacional de Educación Física de Cataluña (Barcelona).

## Atletismo
Borrisser es guía para discapacitados visuales. En los entrenamientos, la pareja está unida con una cuerda, haciendo una serie de pruebas para evitar que la cuerda se enrede y para que coincida con el ritmo y el paso.
En 2007 ejerció de guía en una carrera en Gran Canaria. En 2012 recibió una beca del Plan ADOP. Borriser corrió con Martín Parejo Maza en los Juegos Paralímpicos de Londres 2012. Parejo intentó calificar con Borrisser en la categoría de 100 metros de los Campeonatos Europeos de junio de 2012.
Asistió a la delegación española de 14 atletas visualmente impedidos de los Juegos de Londres que participaron en un campo de entrenamiento en el Centro de Tecnificación Deportiva en La Rioja. También compitió en los Juegos Paralímpicos de Londres 2012 como guía de Parejo. Juntos corrieron en la categoría de 100 metros en Londres.